# Капрарика-ді-Лечче
Капрарика-ді-Лечче (італ. Caprarica di Lecce, сиц. Craparica) — муніципалітет в Італії, у регіоні Апулія, провінція Лечче.
Капрарика-ді-Лечче розташована на відстані близько 520 км на схід від Рима, 155 км на південний схід від Барі, 12 км на південний схід від Лечче.

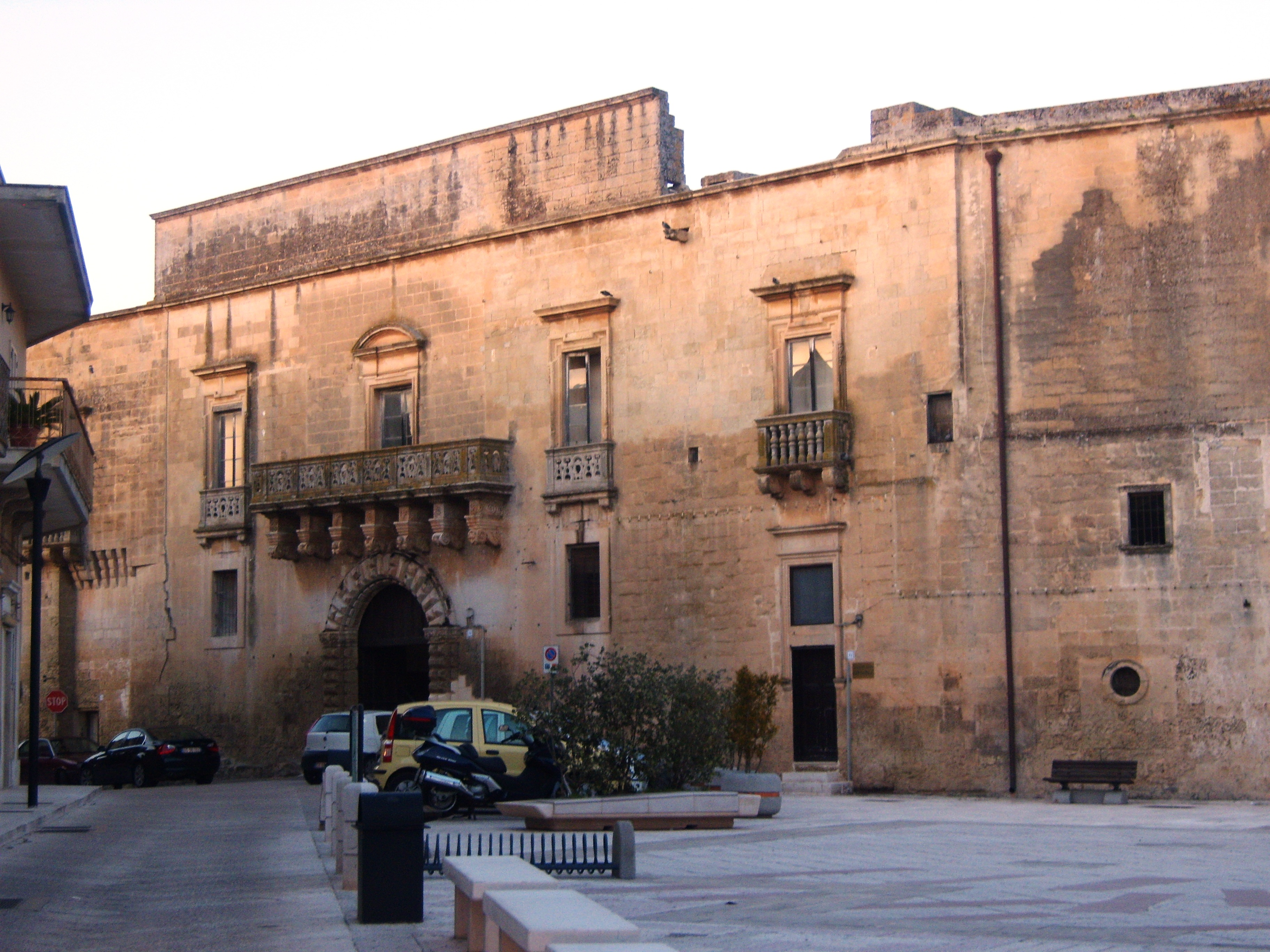

Населення — 2510 осіб (2014).
Покровитель — святий Миколай.

## Демографія
Населення за роками:

Станом на 1 січня 2023 року в муніципалітеті офіційно проживало 88 іноземців з 21 країни, серед них 10 громадян країн Євросоюзу та 3 громадяни України.

## Сусідні муніципалітети
- Калімера
- Кастрі-ді-Лечче
- Кавалліно
- Ліццанелло
- Мартіньяно
- Сан-Донато-ді-Лечче
- Стернатія